# نبردناو کلاس اسپانیا
نبردناو کلاس اسپانیا (به انگلیسی: España-class battleship) یک کلاس از کشتی است که طول آن ۱۴۰ متر (۴۶۰ فوت) می‌باشد.